# Augustaburiania vatagini
L'augustaburiania (Augustaburiania vatagini) è un rettile estinto, appartenente ai protorosauri. Visse nel Triassico inferiore (Olenekiano, circa 248 milioni di anni fa) e i suoi resti fossili sono stati ritrovati in Europa (Russia). È considerato il più antico tra i tanistrofeidi.

## Classificazione
Questo animale è noto per l'olotipo, una serie di vertebre cervicali allungate molto simili a quelle del ben più noto Tanystropheus, ritrovate nel bacino del Don, nella Russia europea. È stato descritto per la prima volta da Sennikov nel 2011 ed è stato considerato il più antico fra i tanistrofeidi, una famiglia di rettili estinti caratterizzati dall'estremo allungamento del collo. Lo studio di Sennikov ipotizza inoltre che Augustaburiania facesse parte di un gruppo basale di tanistrofeidi arcaici (insieme a Langobardisaurus, Protanystropheus e Amotosaurus), caratterizzati da alcune somiglianze nello scheletro (tra cui il numero di vertebre cervicali, l'allungamento dei centri vertebrali e la riduzione delle spine neurali); questo gruppo era intermedio tra i prolacertiformi più basali (come Prolacerta) e i tanistrofeidi derivati (come Tanystropheus e Dinocephalosaurus).